# Governatore dell'Oregon
Il Governatore dell'Oregon (in inglese: Governor of Oregon) è il capo del governo e il comandante in capo delle forze armate dello stato statunitense dell'Oregon. La carica venne istituita nel 1859 con l'ingresso dello Stato nell'Unione.
Tra i poteri del governatore vi è quello di concedere la grazia ai detenuti dello Stato e di porre il veto sulle leggi approvate dal parlamento statale.
L'attuale governatore è la democratica Tina Kotek.
| partito                  | governatori |
| ------------------------ | ----------- |
| Democratico dell'Oregon  | 22          |
| Repubblicano dell'Oregon | 20          |
| Whig                     | 1           |
| Indipendente             | 1           |

## Governatori

### Incontri Champoeg
| # | Foto | Nome                        | Inizio mandato   | Fine mandato     |
| - | ---- | --------------------------- | ---------------- | ---------------- |
| - |      | Presidente Jason Lee        | 17 febbraio 1841 | 17 febbraio 1841 |
| - |      | Presidente David Leslie     | 18 febbraio 1841 | 18 febbraio 1841 |
| 1 |      | Giudice Supremo Ira Babcock | 18 febbraio 1841 | 2 maggio 1843    |
| - |      | Vacante                     | 2 maggio 1843    | 5 luglio 1843    |

### Governo provvisorio
| # | Foto | Nome                       | Inizio mandato | Fine mandato   |
| - | ---- | -------------------------- | -------------- | -------------- |
| 1 |      | Primo Comitato esecutivo   | 5 luglio 1843  | 14 maggio 1844 |
| 2 |      | Secondo Comitato esecutivo | 14 maggio 1844 | 3 giugno 1845  |
| 3 |      | George Abernethy           | 3 giugno 1845  | 3 marzo 1849   |

### Governatori del Territorio dell'Oregon
Partiti
  Democratico (3)
  Whig (1)
| # | Nome | Nome | Nome               | Inizio mandato  | Fine mandato    | Designato da           | Partito     |
| - | ---- | ---- | ------------------ | --------------- | --------------- | ---------------------- | ----------- |
| 1 |      |      | Joseph Lane        | 3 marzo 1849    | 18 giugno 1850  | James Polk             | democratico |
| – |      |      | Kintzing Prichette | 18 giugno 1850  | 18 agosto 1850  | Governatore ad interim | democratico |
| 2 |      |      | John P. Gaines     | 18 agosto 1850  | 16 maggio 1853  | Zachary Taylor         | Whig        |
| – |      |      | Joseph Lane        | 16 maggio 1853  | 19 maggio 1853  | Governatore ad interim | democratico |
| – |      |      | George Law Curry   | 19 maggio 1853  | 2 dicembre 1853 | Governatore ad interim | democratico |
| 3 |      |      | John W. Davis      | 2 dicembre 1853 | 1 agosto 1854   | Franklin Pierce        | democratico |
| 4 |      |      | George Law Curry   | 1 agosto 1854   | 3 marzo 1859    | Franklin Pierce        | democratico |

### Governatori dello Stato di Oregon
Partiti
  Democratico (17)
  Repubblicano (19)
  Indipendente (1)
| #  | Nome | Nome | Nome                | Inizio mandato    | Fine mandato      | Partito      |
| -- | ---- | ---- | ------------------- | ----------------- | ----------------- | ------------ |
| 1  |      |      | John Whiteaker      | 3 marzo 1859      | 10 settembre 1862 | Democratico  |
| 2  |      |      | A. C. Gibbs         | 10 settembre 1862 | 12 settembre 1866 | Repubblicano |
| 3  |      |      | George L. Woods     | 12 settembre 1866 | 14 settembre 1870 | Repubblicano |
| 4  |      |      | La Fayette Grover   | 14 settembre 1870 | 1º febbraio 1877  | Democratico  |
| 5  |      |      | Stephen F. Chadwick | 1º febbraio 1877  | 11 settembre 1878 | Democratico  |
| 6  |      |      | W. W. Thayer        | 11 settembre 1878 | 13 settembre 1882 | Democratico  |
| 7  |      |      | Z. F. Moody         | 13 settembre 1882 | 12 gennaio 1887   | Repubblicano |
| 8  |      |      | Sylvester Pennoyer  | 12 gennaio 1887   | 14 gennaio 1895   | Democratico  |
| 9  |      |      | William Paine Lord  | 14 gennaio 1895   | 9 gennaio 1899    | Repubblicano |
| 10 |      |      | T. T. Geer          | 9 gennaio 1899    | 15 gennaio 1903   | Repubblicano |
| 11 |      |      | George Chamberlain  | 15 gennaio 1903   | 1º marzo 1909     | Democratico  |
| 12 |      |      | Frank W. Benson     | 1º marzo 1909     | 17 giugno 1910    | Repubblicano |
| 13 |      |      | Jay Bowerman        | 17 giugno 1910    | 11 gennaio 1911   | Repubblicano |
| 14 |      |      | Oswald West         | 11 gennaio 1911   | 12 gennaio 1915   | Democratico  |
| 15 |      |      | James Withycombe    | 12 gennaio 1915   | 3 marzo 1919      | Repubblicano |
| 16 |      |      | Ben W. Olcott       | 3 marzo 1919      | 8 gennaio 1923    | Repubblicano |
| 17 |      |      | Walter M. Pierce    | 8 gennaio 1923    | 10 gennaio 1927   | Democratico  |
| 18 |      |      | I. L. Patterson     | 10 gennaio 1927   | 22 dicembre 1929  | Repubblicano |
| 19 |      |      | A. W. Norblad       | 22 dicembre 1929  | 12 gennaio 1931   | Repubblicano |
| 20 |      |      | Julius L. Meier     | 12 gennaio 1931   | 14 gennaio 1935   | Indipendente |
| 21 |      |      | Charles H. Martin   | 14 gennaio 1935   | 9 gennaio 1939    | Democratico  |
| 22 |      |      | Charles A. Sprague  | 9 gennaio 1939    | 11 gennaio 1943   | Repubblicano |
| 23 |      |      | Earl Snell          | 11 gennaio 1943   | 30 ottobre 1947   | Repubblicano |
| 24 |      |      | John H. Hall        | 30 ottobre 1947   | 10 gennaio 1949   | Repubblicano |
| 25 |      |      | Douglas McKay       | 10 gennaio 1949   | 17 dicembre 1952  | Repubblicano |
| 26 |      |      | Paul L. Patterson   | 27 dicembre 1952  | 1º febbraio 1956  | Repubblicano |
| 27 |      |      | Elmo Smith          | 1º febbraio 1956  | 14 gennaio 1957   | Repubblicano |
| 28 |      |      | Robert D. Holmes    | 14 gennaio 1957   | 12 gennaio 1959   | Democratico  |
| 29 |      |      | Mark Hatfield       | 12 gennaio 1959   | 9 gennaio 1967    | Repubblicano |
| 30 |      |      | Tom McCall          | 9 gennaio 1967    | 13 gennaio 1975   | Repubblicano |
| 31 |      |      | Robert W. Straub    | 13 gennaio 1975   | 8 gennaio 1979    | Democratico  |
| 32 |      |      | Victor G. Atiyeh    | 8 gennaio 1979    | 12 gennaio 1987   | Repubblicano |
| 33 |      |      | Neil Goldschmidt    | 12 gennaio 1987   | 14 gennaio 1991   | Democratico  |
| 34 |      |      | Barbara Roberts     | 14 gennaio 1991   | 9 gennaio 1995    | Democratico  |
| 35 |      |      | John Kitzhaber      | 9 gennaio 1995    | 13 gennaio 2003   | Democratico  |
| 36 |      |      | Ted Kulongoski      | 13 gennaio 2003   | 10 gennaio 2011   | Democratico  |
| 37 |      |      | John Kitzhaber      | 10 gennaio 2011   | 18 febbraio 2015  | Democratico  |
| 38 |      |      | Kate Brown          | 18 febbraio 2015  | 9 gennaio 2023    | Democratico  |
| 39 |      |      | Tina Kotek          | 9 gennaio 2023    | in carica         | Democratico  |

## Altre cariche elevate tenute dai governatori
| Governatore        | Periodo             | Congresso | Congresso | Altri incarichi                                                       | Note   |
| Governatore        | Periodo             | Camera    | Senato    | Altri incarichi                                                       | Note   |
| ------------------ | ------------------- | --------- | --------- | --------------------------------------------------------------------- | ------ |
| Joseph Lane        | 1848–1850 1853–1853 |           | S         | Delegato alla Camera dei rappresentanti per il Territorio dell'Oregon | [ 1 ]  |
| John P. Gaines     | 1850–1853           |           |           | Rappresentante del Kentucky                                           | [ 2 ]  |
| John W. Davis      | 1853–1854           |           |           | Rappresentante dell'Indiana; Ambasciatore in Cina per gli Stati Uniti | [ 3 ]  |
| John Whiteaker     | 1859–1862           | H         |           |                                                                       | [ 4 ]  |
| George L. Woods    | 1911–1915           |           |           | Governatore del Territorio dello Utah                                 | [ 5 ]  |
| La Fayette Grover  | 1866–1877           | H         | S*        |                                                                       | [ 6 ]  |
| William Paine Lord | 1895–1899           |           |           | Ambasciatore degli Stati Uniti in Argentina                           | [ 7 ]  |
| George Chamberlain | 1903–1909           |           | S*        |                                                                       | [ 8 ]  |
| Walter M. Pierce   | 1923–1927           | H         |           |                                                                       | [ 9 ]  |
| Charles H. Martin  | 1935–1939           | H         |           |                                                                       | [ 10 ] |
| Douglas McKay      | 1949–1952           |           |           | Segretario degli Interni *                                            | [ 11 ] |
| Mark Hatfield      | 1959–1967           |           | S         |                                                                       | [ 12 ] |
| Neil Goldschmidt   | 1987–1991           |           |           | Segretario dei Trasporti                                              | [ 13 ] |